# Каримов, Ислам Абдуллаевич
Каримов Ислам Абдуллаевич — боец и тренер по смешанным боевым искусствам.

#### Биография
Родился 23 февраля 1979 года в селе Санчи, Кайтагский район, Республика Дагестан.
В 1996 году окончил поселковую среднюю школу номер 3, поселок Средний, Ставропольского края.
В 1996 году поступил в Ставропольский Педагогический Институт, окончил в 2001 году с красным дипломом. С 2003 по 2007 год служил по контракту в 250 центре ВВС и ПВО, город Зерноград.
В 1999 году начал профессиональную карьеру по ММА. В общей сложности с 1999 года по 2012 провел 19 профессиональных поединков, в 11 одержал победы по данным сайта sherdog.

## Титулы и достижения
- Чемпион мира в клубном первенстве m-1_challenge 2009 года.
- Чемпион Евразии 2003 году по панкратион (Бишкек).
- 5 кратный чемпион Кубка Кавказа панкратион.
- 9 чемпион Кубка Чёрного моря панкратион.
- 2 кратный чемпион СНГ
- призёр Кубка Сибири (Красноярск).
- призёр Кубка Черноземья (Самара).
- призёр Кубка России по боевому самбо (Москва).
- чемпион турнира памяти Василия Кудина (Стаханов).
- Участник турниров: Россия против всего мира по версии М-1, 4 турнира.

С 2003 года начал свою тренерскую карьеру в спортивном клубе «Легион» Ростова-на-Дону.
Под руководством Каримова И. А. клуб «Легион» в 2009 году выиграл клубный чемпионат мира.
Чемпионами мира стали:
- Хаманаев, Муса Саидахматович (обладатель пояса М-1),
- Корнев, Сергей Николаевич (трехкратный чемпион мира),
- Магомед Шихшабеков,
- Ансар Чалангов,
- Бесики Геренава,
- Гаджимурад Омаров,
- Ахмед Султанов.

В 2016 году стал старшим тренером Eagles MMA Moskow. Спортсмены выиграли 4 пояса в промоушине Fight Nights Global: Ахмед Алиев, Алиасхаб Хизриев, Абусупиян Алиханов, Сергей Павлович.
В общей сложности подготовил более 50 спортсменов для выступления в промоушенах разного уровня.
С 2019 года начал проводить выездные сборы.
Май 2019 года сборы в Армении, гор. Ереван, клуб ArmFighting.
Июль 2019 года Eagles MMA Rostov.
Сентябрь 2019 года сборы в Хорватии, American Top Team Zagreb.
Январь 2020 года сборы в Австрии, гор. Линц, клуб Panda fight.
Январь 2020 года Сербия, гор. Нови-Сад.
Февраль 2020 года, Таиланд, Пхукет, клуб Absolut MMA Thailand.
С 4 марта является главным тренером сборной страны Узбекистан.
За 18 лет тренерской работы подготовил к боям: Виталия Минакова, Сергея Павловича, Альберта Дураева, Юсупа Саадулаева, Александру Албу, Омари Ахмедова, Лемми Крусика, Евана Ерслана, Филлипа Пежика, Кубаныч Абдисалама, Николая Гапонова, Каана Офли, Аскара Можарова, Расула Албасханова, Саламу Закарова, многих других спортсменов.
Был угловым на трех турнирах Ultimate Fighting Championship.
Был тренером трех реалити шоу, Мясорубка 1, 2 и 3. Проводил благотворительные семинары и масстер классы вместе с организацией «Ростов без наркотиков».
Был инициатором серии турниров «Race of fighters».

## ссылки
- https://www.sherdog.com/fighter/Islam-Karimov-4480
- https://www.tapology.com/fightcenter/fighters/5925-islam-karimov
- https://www.instagram.com/karimov_islam_mma/?hl=ru
- http://legionfight.ru/index.php?id=119
- https://reabilitaci.livejournal.com/316600.html